# Liste de mines en Bolivie
Voici une liste de mines situées en Bolivie.

## Liste
| numéro | image | nom                             | ressources | lieu      | géolocalisation              | propriétaire |
| ------ | ----- | ------------------------------- | ---------- | --------- | ---------------------------- | ------------ |
| 1      |       | mine Pando                      |            |           |                              |              |
| 2      |       | mine San Vicente                |            |           |                              |              |
| 3      |       | mine San Bartolomé              |            |           |                              |              |
| 4      |       | mine Salar de Uyuni             |            |           |                              |              |
| 5      |       | mine El Mutún                   |            |           |                              |              |
| 6      |       | mine Colquiri                   |            |           |                              |              |
| 7      |       | mine Malku Khota                |            |           |                              |              |
| 8      |       | mines de cuivre Corocoro United |            |           |                              |              |
| 9      |       | Catavi                          |            |           | 18° 24′ 49″ S, 66° 33′ 53″ O |              |
| 10     |       | mine de San Cristóbal           |            |           | 21° 05′ 37″ S, 67° 12′ 32″ O |              |
| 11     |       | Mine de Huanuni                 |            |           | 18° 17′ 03″ S, 66° 49′ 39″ O |              |
| 12     |       | Mine Siglo XX                   | étain      | Llallagua | 18° 25′ 00″ S, 66° 38′ 00″ O |              |